# Eternal Fear
Eternal Fear – projekt muzyczny prezentujący muzykę instrumentalną z gatunku dark ambient, założony zimą 1994 roku w Oławie. Został powołany do życia przez Bartosza Źrebca, który w tamtym okresie używał pseudonimu Nerthon. Zostały zarejestrowane dwa dema zatytułowane Ancient Woods. oraz Pagan Souls of Ryczyn...Zvantevith, które ukazały się w 1995 roku wydane przez lokalną wytwórnie Warhagan Records. Kilka kopii dostało się za granicę między innymi do Niemiec i Czech, ale w większości przypadków trafiały do słuchacza metodą kopiowania i rozsyłania drogą pocztową na terenie całego kraju. Nerthon zawiesza działalność projektu pod koniec 1995 roku. W 2017 roku nakładem francuskiej wytwórni muzycznej Obscure Dungeon Records ukazały się wznowione wersje obu taśm
. W maju 2018 na temat projektu muzycznego ukazał się dokument pod tytułem Inspekcja.

## Dyskografia
Dema MC (1995) Polska
- Ancient Woods – Warhagan Records[8]
- Pagan Souls of Ryczyn...Zvantevith – Warhagan Records

Wznowienia MC (2017) Francja
- Ancient Woods – Obscure Dungeon Records (ODR030)[9]
- Pagan Souls of Ryczyn...Zvantevith – Obscure Dungeon Records (ODR031)[10]

Reedycja - Kompilacja BOX MC (2020) Włochy
- Ancient Woods oraz Pagan Souls of Ryczyn...Zvantevith – White Wolf Productions (WW041)[11]

Reedycja Płyta gramofonowa (2021) Finlandia
- Ancient Woods – Livor Mortis (LM078)[12]

Reedycja - Kompliacja CD Digipak (2022) Polska
- Ancient Woods oraz Pagan Souls of Ryczyn...Zvantevith – Garavluth Records (Garav 018)[13]

## Muzycy
- Nerthon – Instrument klawiszowy, keyboard